# Sonate d'automne
Pour plus de détails, voir Fiche technique et Distribution.
Sonate d'automne (Höstsonaten) est un film germano-suédois réalisé par Ingmar Bergman et sorti en 1978.

## Synopsis
Après sept ans sans s'être revues, Eva invite par lettre  sa mère Charlotte, pianiste concertiste de renommée internationale à la carrière depuis longtemps déclinante, et qui a récemment perdu son second mari, Leonardo. Eva vit isolée sur le bord d'un fjord, avec son mari Viktor, pasteur, et sa jeune sœur Helena, atteinte depuis l'enfance d’un lourd handicap. Ce séjour qui se voulait tranquille voit immédiatement renaître les tensions enfouies entre la mère, accusée d'avoir sacrifié à elle-même et à sa carrière sa vie de famille, et la fille, marquée par la dure expérience d'un enfant mort, et qui se dit incapable d'amour, y compris envers son mari. Les deux femmes s'affrontent en une longue nuit d'insomnie. Une nouvelle fois, Charlotte s'en va avant la date prévue, au prétexte d'un concert. En conclusion, Eva lui écrit une nouvelle lettre, demandant pardon.

## Fiche technique
- Titre : Sonate d’automne
- Titre original : Höstsonaten
- Réalisation : Ingmar Bergman
- Scénario : Ingmar Bergman
- Images : Sven Nykvist
- Son : Owe Svensson
- Montage : Sylvia Ingemarsson
- Musique : Jean-Sébastien Bach, Frédéric Chopin, Georg Friedrich Händel, Robert Schumann
- Production : Persona Film
- Société de distribution : New World Pictures
- Pays d'origine : Suède
- Langue : suédois
- Format : couleurs
- Genre : drame
- Durée : 99 minutes (une version pour le Royaume-Uni de 92 minutes a été montée)
- Tout public
- Dates de sortie : 8 octobre 1978 (Suède) 11 octobre 1978 (France)
- Affiche : Michel Landi (France)

## Distribution
- Ingrid Bergman : Charlotte
- Liv Ullmann : Eva
- Lena Nyman : Helena
- Halvar Björk : Viktor
- Marianne Aminoff : la secrétaire particulière de Charlotte
- Arne Bang-Hansen : Oncle Otto
- Gunnar Björnstrand : Paul
- Erland Josephson : Josef
- Georg Løkkeberg : Leonardo
- Mimi Pollak : le professeur de piano
- Linn Ullmann : Eva enfant

## Analyse
Avec Sonate d’automne, tourné après L'Œuf du serpent, Ingmar Bergman retrouve la stricte intimité d’une famille en proie aux plus violents non-dits.

## Tournage
Le tournage s'est déroulé du 20 septembre au 30 octobre 1977, près de Mölde, en Norvège.
Selon Liv Ullmann, le tournage d’une des scènes finales, lorsque, durant toute une nuit, la fille avoue à sa mère l’étendue de sa colère, fut l’occasion d’une violente dispute entre Ingmar et Ingrid Bergman dont le regard sur le personnage de la mère était opposé à celui du réalisateur.
Linn Ullmann, qui interprète le rôle d’Eva (Liv Ullmann) enfant, n’est autre que la fille de Liv Ullmann et Ingmar Bergman. Elle est aujourd’hui écrivain et journaliste.

## Accueil
« Sonate d'automne est la réponse que fit le grand cinéaste à Ingrid Bergman, qui avait le désir de travailler avec lui. La collaboration ne fut pas facile, les différends qui opposèrent les deux monstres sacrés ne transparaissent pas à l'écran mais, au contraire, enrichissent les personnages en conflit du film. Huis clos d'une force sidérante, baigné par les couleurs flamboyantes de la forêt suédoise, le film parvient à faire surgir l'invisible, l'inavouable. En fin de compte, Sonate d'automne parle de cet amour mère-fille qui n'est jamais donné. Cet amour que Bergman n'a cessé de fouiller, de creuser avec force jusqu'au vertige. », 4e de couverture de l'édition du journal Le Monde de Sonate d'automne.

## Récompenses et distinctions
- Bodil du meilleur film européen en 1979
- Ingrid Bergman, meilleure actrice étrangère (avec Liv Ullmann) pour le Prix David di Donatello en 1979, au National Board of Review en 1978, à la National Society of Film Critics en 1979 et au New York Film Critics Circle en 1978
- Meilleur film étranger au Golden Globes en 1979
- Ruban d'argent de la meilleure réalisation pour Ingmar Bergman en 1979

## Adaptations
Sonate d'automne a été adapté au théâtre en 2013 au théâtre de l'Œuvre avec Françoise Fabian et Rachida Brakni dans les rôles principaux.
Le compositeur finlandais Sebastian Fagerlund en a tiré un opéra en deux actes, Höstsonaten, sur un livret de Gunilla Hemming (sv) et présenté à l'opéra d'Helsinki en septembre 2017. L'œuvre est enregistrée lors de la création pour le label BIS (no catalogue : BIS-2357) par la mezzo-soprano Anne Sofie von Otter dans le rôle de Charlotte et Erika Sunnegårdh incarnant Eva, sous la direction de John Storgårds.